# Софія Карлсон (співачка)
 Софія Карлсон  (швед. Sofia Karlsson, 25 березня  1975) — шведська співачка, авторка пісень та музикантка. Спеціалізується на виконанні народних пісень.

## Біографія
Софія Карлссон виросла в  Енскеде, Стокгольм. Вона навчалася на факультеті народної музики в  Королівському музичному коледжі у Стокгольмі. З 1998 року по 2002 рік була штатною членкинею шведського фольклорного музичного колективу  Groupa. У 2002 році випустила дебютний сольний альбом Folk songs.
У 2005 році Карлссон зробила публічний прорив своїм другим альбомом  Svarta ballader  (Чорні балади). Альбом містить її інтерпретації шведського поета Дана Андерсона. Альбом знаходився в хіт-парадах більше року і на сьогодні продався 60 000 примірниками. Його нагородили шведською, а також данською Греммі.
Після дворічного турне країною Карлссон випустила третій альбом  Visor från vinden (Пісні з горища) зі своєю колекцією класичних пісень, які співаються  шведською мовою, але написані такими поетами та музикантами, як Шарль Бодлер, Дан Андерсон, Маріанна Флодін,  Вйо Мікаель, Альф Хамбе, Інгер Хагеруп, Карл-Мікаель Бельман, Пепс Персон та Еверт Таубе. 

## Відгуки про творчість
Folk Songs
Пеггі Латкович, пишучи на Rootsworld, описує Карлсон як "художницю, яка займається нюансами та делікатними відтінками", додаючи, що її голос "має димчастий шар Сенді Денні та виразні фрази Ніам Парсонс". Rootsworld описує народні пісні як занижені, з "вишукано витонченим виконанням". Замість того, щоб створювати традиційну шведську народну музику, Карлсон створює "ретельно вироблені, емоційно задовільні твори мистецтва".
Svarta ballader
Геран Холмквіст писав у Helsingborgs Dagblad, що "завдяки своєму розташуванню на кінчиках пальців їй вдається перенести поезію Дана Андерсона про мрії, розпад і тугу в сьогодення".
Сайт огляду Rootsy.nu завершив свій огляд словами: " Svarta ballader визнана найкращою шведською баладою та альбомом народної музики 2005 року".

## Нагороди
Svarta ballader  виграла шведський приз Греммі у номінації "Пісня року" 2005.
У 2006 році Карлсон виграла приз "Народна/світова музика" на Swedish Manifest Gala, де журі заявило, що "завдяки поєднанню традицій шведської пісні, точності народної музики та грайливому запозиченню жанру альбом Софії Карлсон зробив Дана Андерсона незамінним для іншого покоління ".
У 2008 році Карлсон виграла премію Дана Андерсона .
У 2009 році Карлсон виграла  премію культури принца Євгена .

## Дискографія
Альбоми
- Folk songs, 2002
- Svarta ballader [en] (Black ballads), 2005
- Visor från vinden[en] (Songs from the loft), 2007
- Söder om kärleken[sv] (South of love), 2009
- Norr om Eden (EP) (North of Eden), 2010
- Regnet faller utan oss (Rain falls without us), 2014
- Stjärnenätter (with  Martin Hederos[en], 2015
- Guitar Stories (with Mattias Pérez and Daniel Ek), 2019

Інше
- Jul i folkton (Christmas in folk style), 2005
- Folkjul (A Swedish Folk Christmas), 2007
- Dreamers' Circus (EP) (with  Dreamers' Circus[en]), 2010